# Farias Brito
Farias Brito è un comune del Brasile nello Stato del Ceará, parte della mesoregione del Sul Cearense e della microregione di Caririaçu.